# Cimetière Saint-Lazare (Saint-Pétersbourg)
Pour les articles homonymes, voir Cimetière Saint-Lazare.

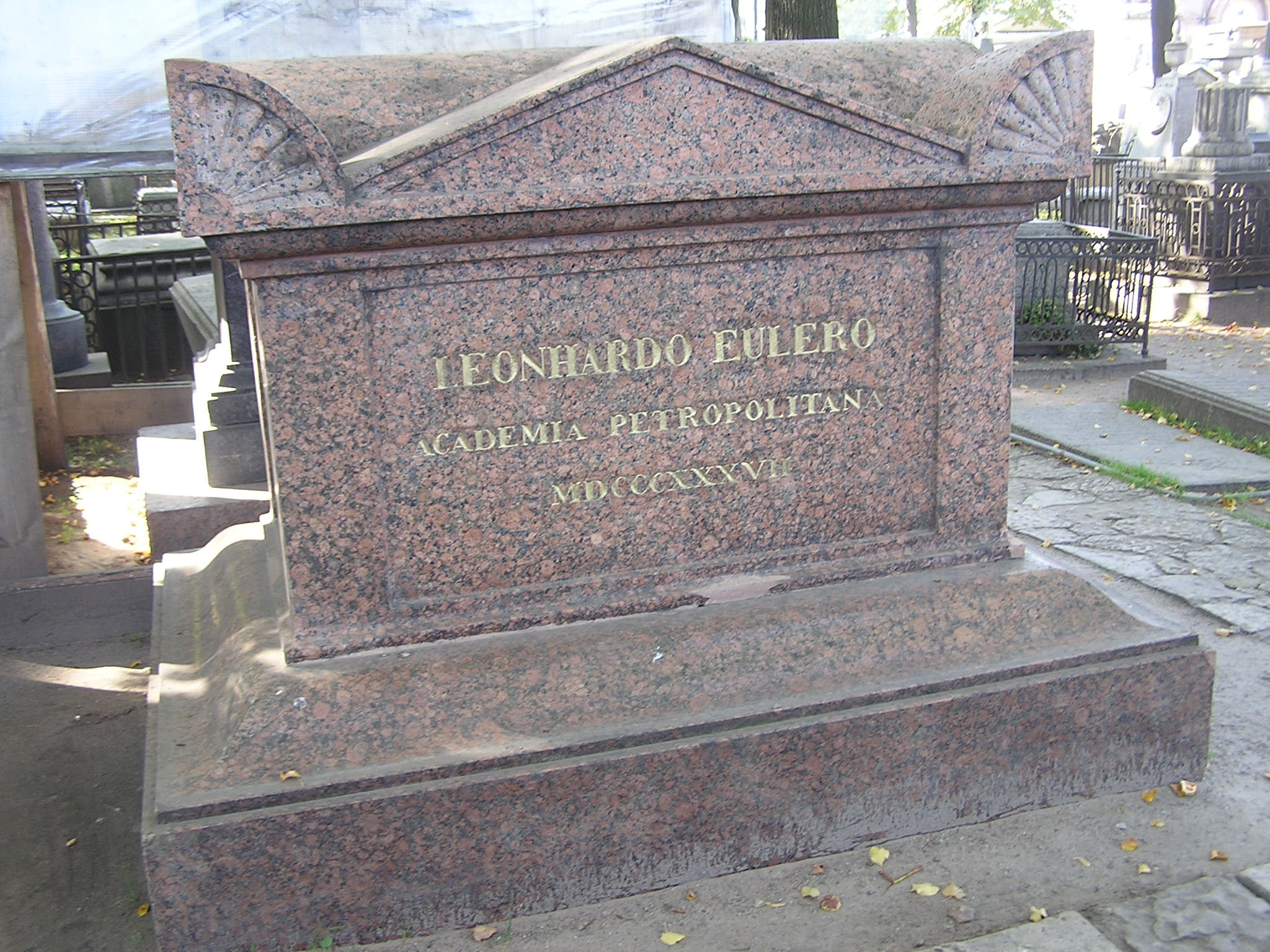
Tombe de Leonhard Euler.

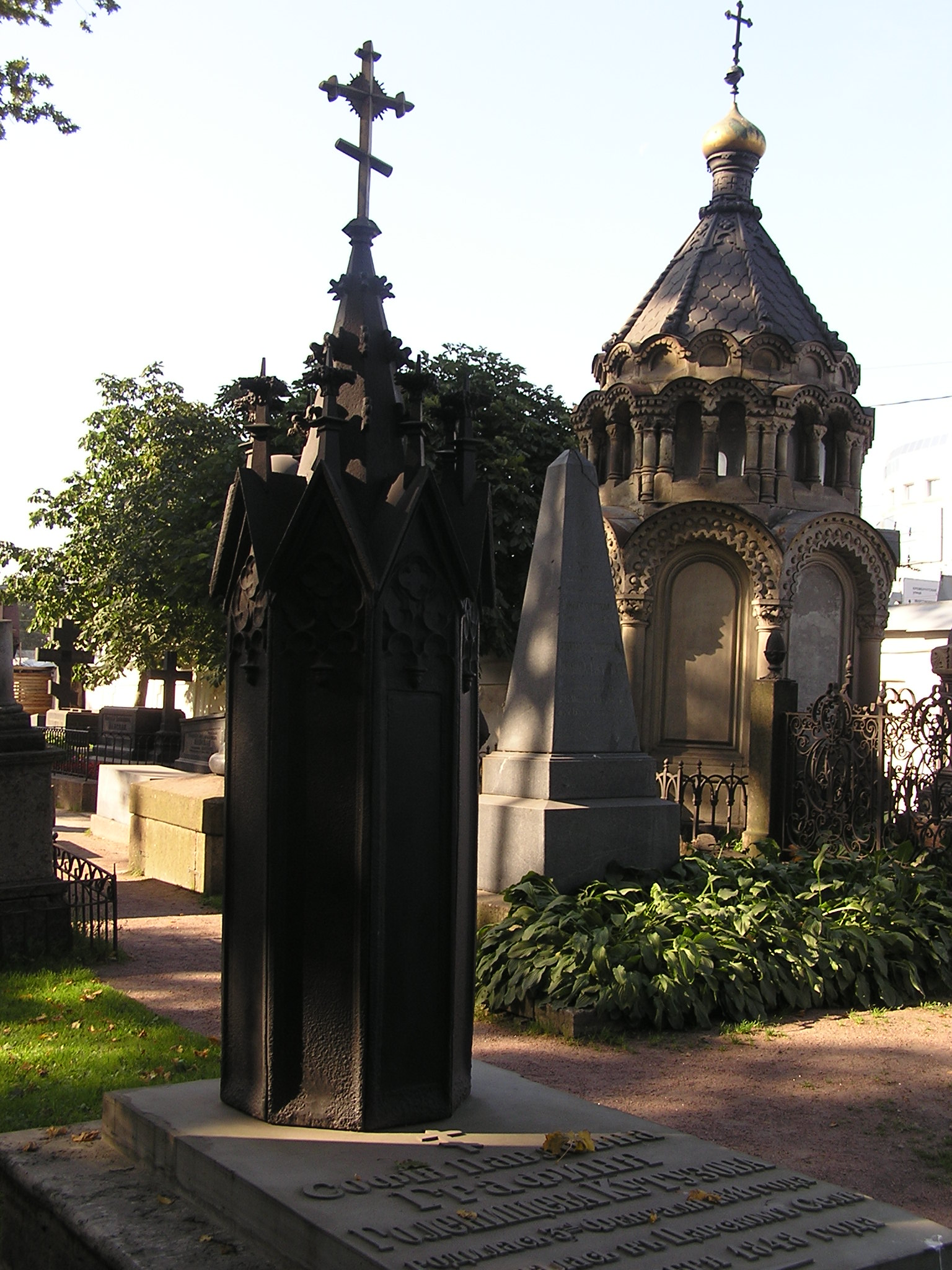
Tombe de la comtesse Sophie Golenichtcheva-Koutouzova, de style néogothique.

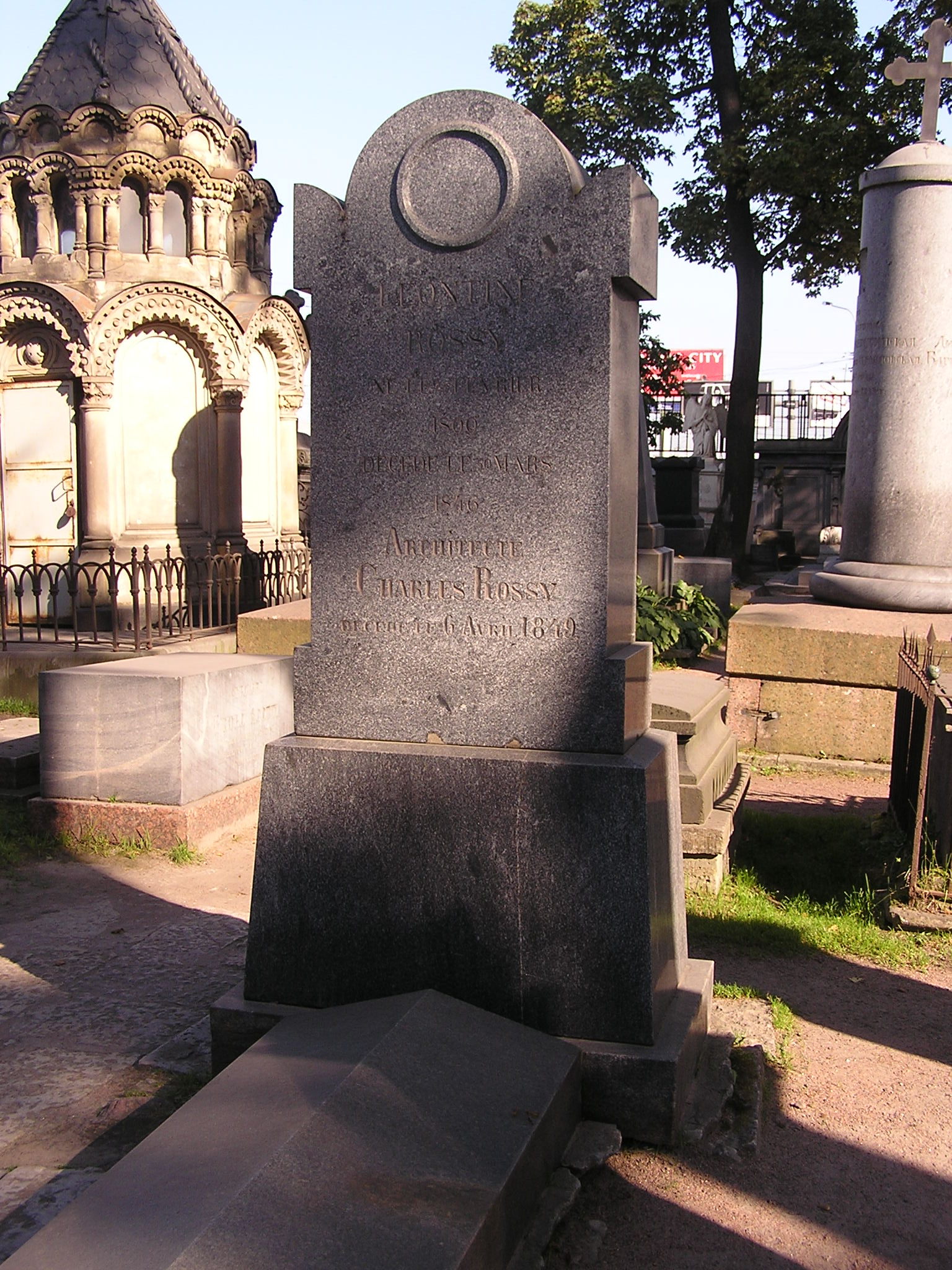
Tombe de Carlo Rossi, en français sous le nom de Charles Rossy.

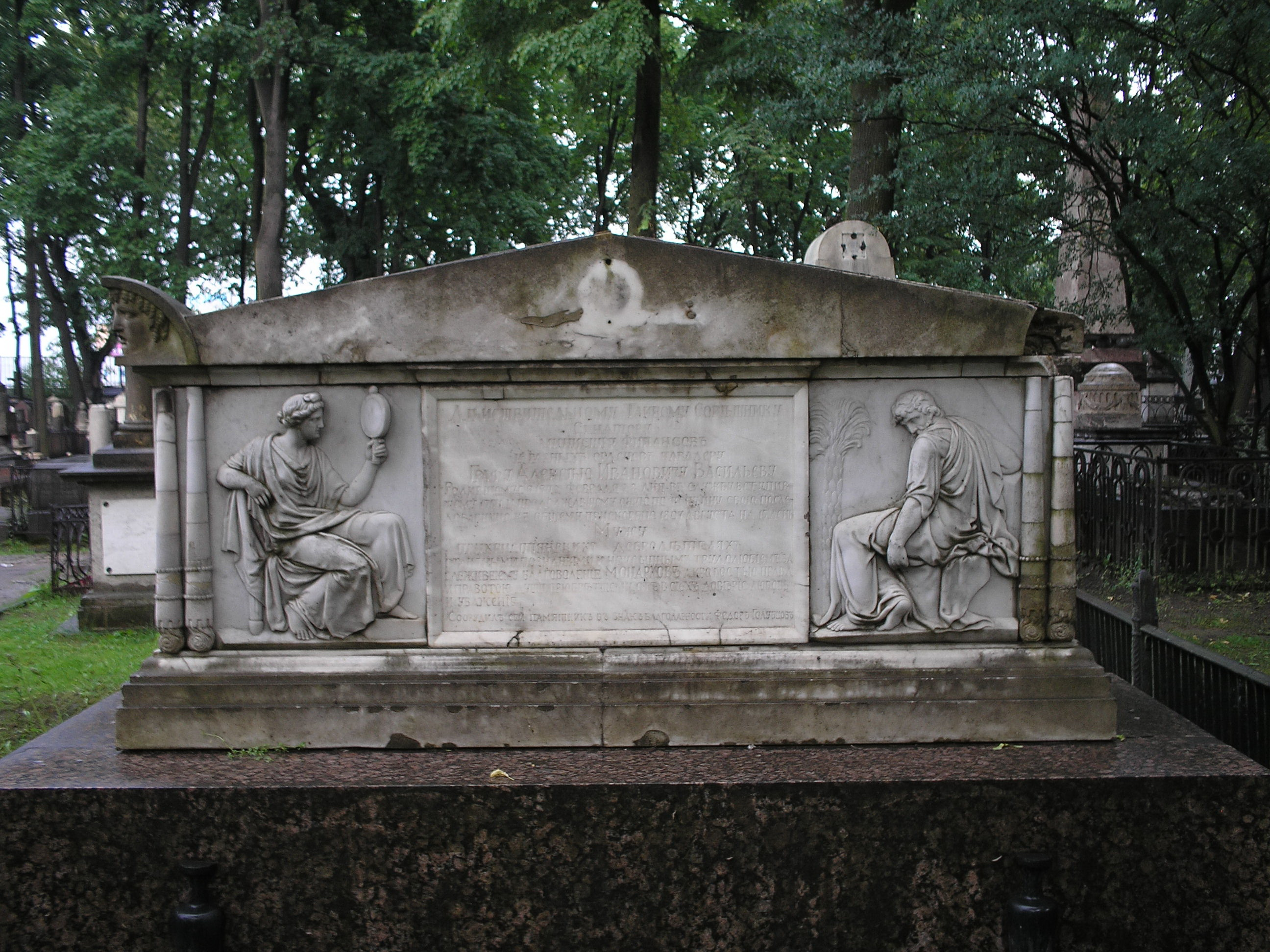
Tombe néoclassique du comte Alexis Vassiliev.

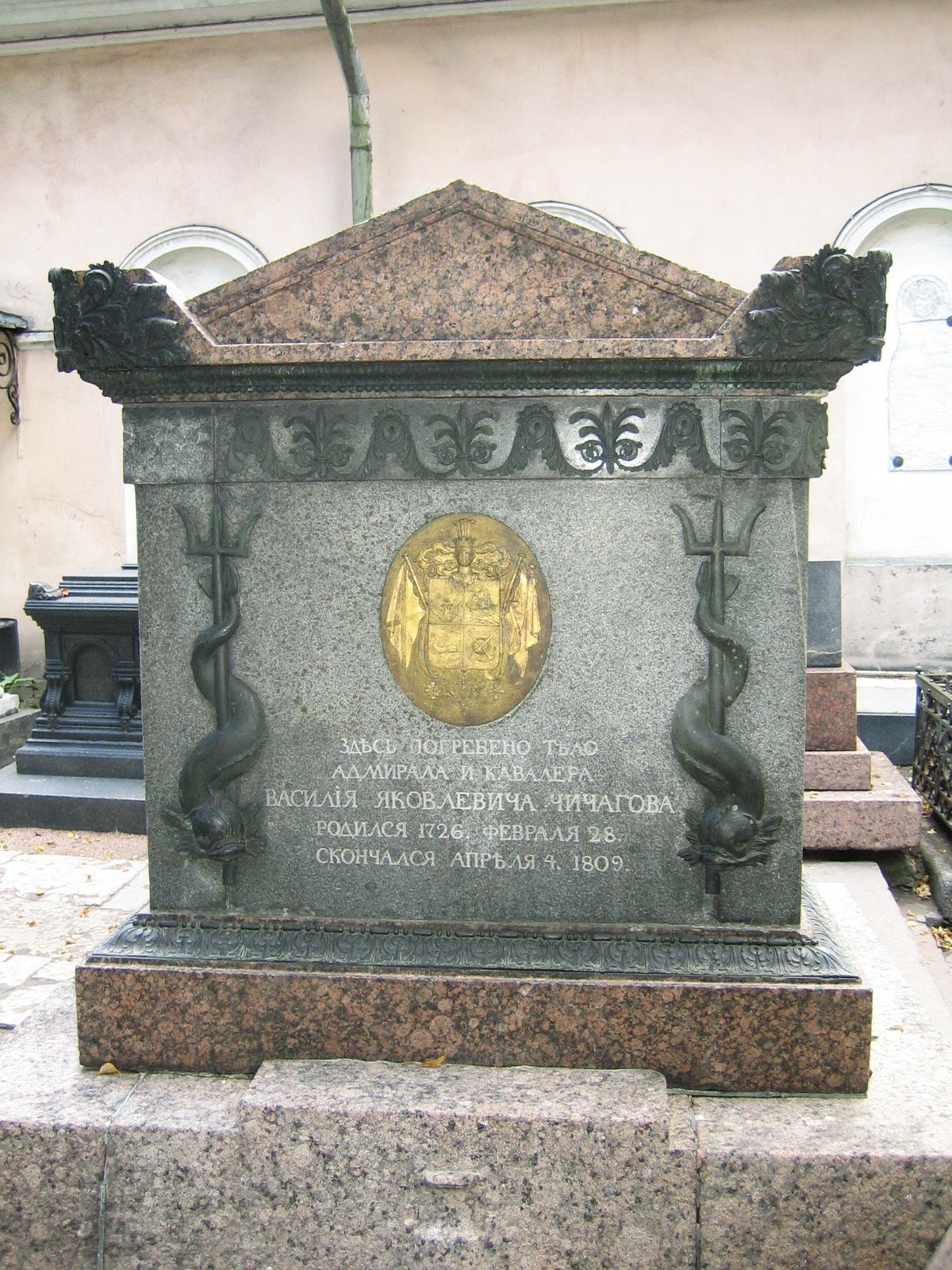
Tombe de l'amiral Tchitchagov.

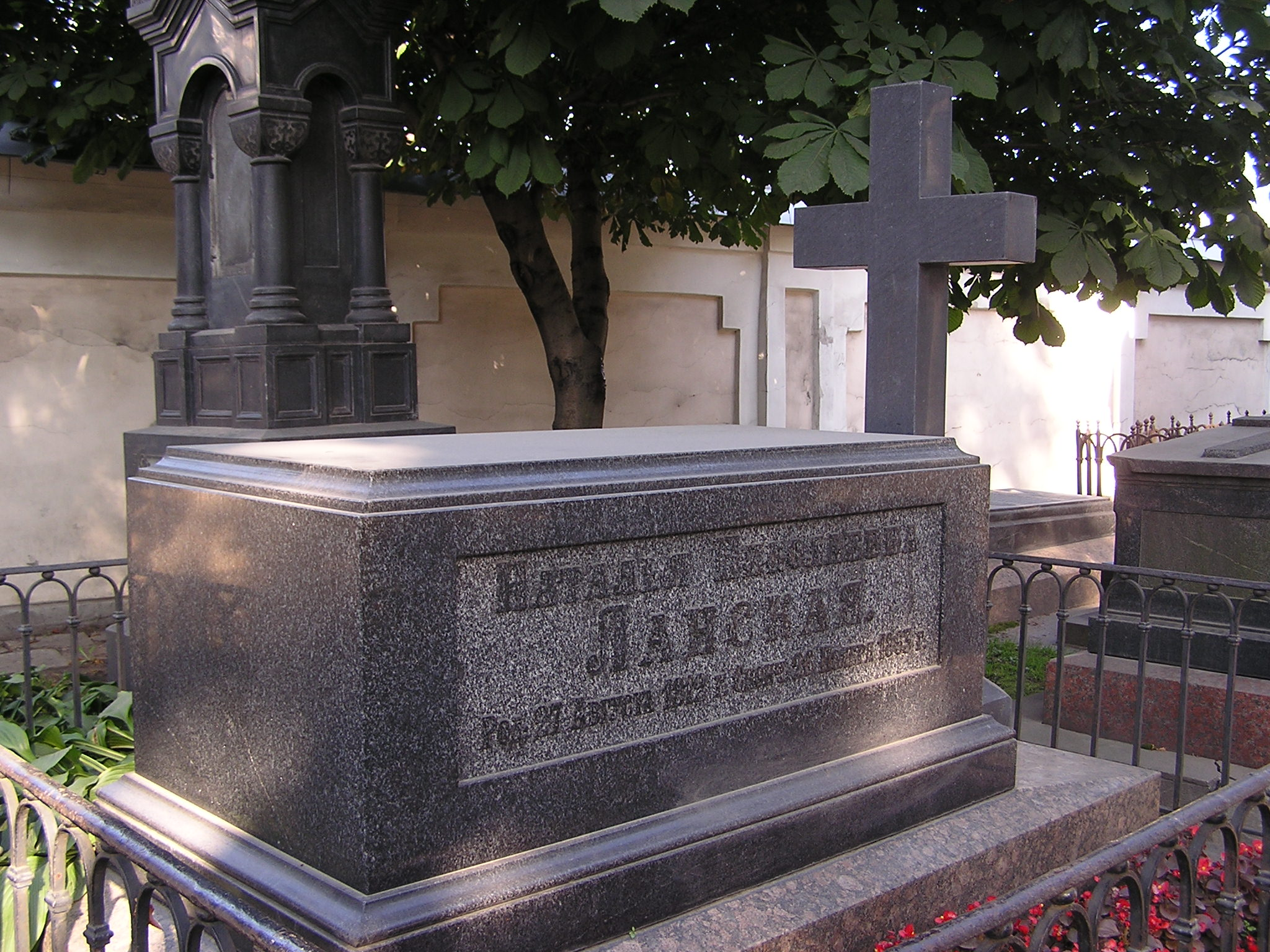
Tombe de Natalia Gontcharova-Lanskaïa, veuve de Pouchkine.

Le cimetière Saint-Lazare est l'un des trois cimetières du monastère Alexandre-Nevski de Saint-Pétersbourg. Il fait partie depuis 1932 du musée de sculptures de la ville et s'étend sur 0,7 ha.

## Histoire
Le cimetière a été fondé au moment de la construction du monastère au XVIIIe siècle et a accueilli en plus des dépouilles des moines et des ecclésiastiques celles des personnes de la haute société de Saint-Pétersbourg. Les inhumations avaient lieu près de la petite église de bois de l'Annonciation construite en 1713 et détruite en 1789 et autour de la chapelle Saint-Lazare, de laquelle le cimetière prend son nom, où se trouvait la tombe de la sœur préférée de Pierre le Grand, Nathalie, et celles des proches de l'empereur.
Nombre de tombes adoptent par la suite le style néo-classique et représentent des exemples notables de cette époque. Certaines sculptures et certains plâtres ont été transférés au musée Russe et au musée de l'Académie impériale des beaux-arts au XXe siècle. Le cimetière est nationalisé et fermé après la révolution d'Octobre et dans les années 1930 transformé en lieu de mémoire et nécropole-musée,tandis que l'on restaure des œuvres de sculpteurs russes, tels qu'Ivan Martos (auteur de la sculpture de Pojarski et Minine sur la place Rouge), Mikhaïl Kozlovski, Andreï Voronikhine, Fiodor Tolstoï, etc. Cependant certaines sculptures sont détruites pour des motifs politiques, comme celle du duc d'Oldenbourg ou des monuments liés à la mémoire des Romanov.
Le cimetière est restauré après la guerre et la chapelle funéraire Saint-Lazare ouvre en 1952.

## Personnalités

### Personnalités de l'époque de Pierre le Grand
- Comte Boris Cheremetiev (1652-1719), maréchal
- Adam Weide (en) (1667-1720), général

### Académiciens
- Vassili Adodourov (1709-1780)
- Leonhard Euler (1707-1783), cendres transférées du cimetière luthérien de Saint-Pétersbourg
- Stepan Kracheninnikov (1711-1755), explorateur du Kamtchatka
- Mikhaïl Lomonossov (1711-1765)
- Vassili Tchitchagov (1726-1809), amiral

### Dramaturges
- Denis Fonvizine (1745-1792)

### Architectes
- Augustin de Betancourt (1758-1827)
- Carlo Rossi (1775-1849)
- Ivan Starov (1745-1808)
- Jean-François Thomas de Thomon (1760-1813)
- Andreï Voronikhine (1759-1814)
- Andreïan Zakharov (en) (1761-1811)

### Hommes d'État
- Comte Arkady Markoff (1747–1827), diplomate
- Comte Nikolaï Mordvinov (1754-1845), amiral
- Comte Mikhaïl Mouraviov (1845-1900), ministre des Affaires étrangères
- Comte Alexandre Sergueïevitch Stroganov (1733-1811), sénateur
- Comte Serge Witte (1849-1915), premier ministre

### Membres de familles princières et de l'aristocratie
Parmi les tombes de membres de la haute noblesse, on peut citer celles des descendants de princes russes, tels que les :
- Belosselski-Belozerski
- Narychkine
- Troubetskoï
- Volkonsky

Ainsi que des aristocrates comme
- Natalia Gontcharova (1812-1863), veuve de Pouchkine

Ou des membres de la haute société comme les Demidov, ou les Iakovlev, etc.

## Chapelle Saint-Lazare
La chapelle funéraire Saint-Lazare a été construite en 1835-1836 à l'emplacement d'une ancienne chapelle par le comte Cheremetiev pour les membres de sa famille. Elle est devenue musée en 1932. On y trouve plus de quatre-vingts sépultures, dont une trentaine ont été transférées d'autres chapelles ou églises détruites de la laure dans les années 1930. On peut remarquer celles du
- Comte Nikolaï Cheremetiev (ou Chérémetieff, comme il signait) (1751-1809) et de son épouse, ancienne actrice serve.
- Alexandre Chichkov (1754-1841), amiral
- Dimitri Dachkov (1784-1839), ministre
- Ivan Hannibal (1735-1801), grand-oncle de Pouchkine
- Prince Victor Kotchoubeï (1768-1834), ministre
- Général Melissino (en) (1717-1798), d'origine grecque, réforma l'artillerie russe pendant les guerres russo-turques.
- Comte Léon Perovski (1816-1890), gouverneur de Saint-Pétersbourg
- Grigori Teplov
- Mikhaïl Vielgorski (1788-1856), compositeur et mécène

## Galerie

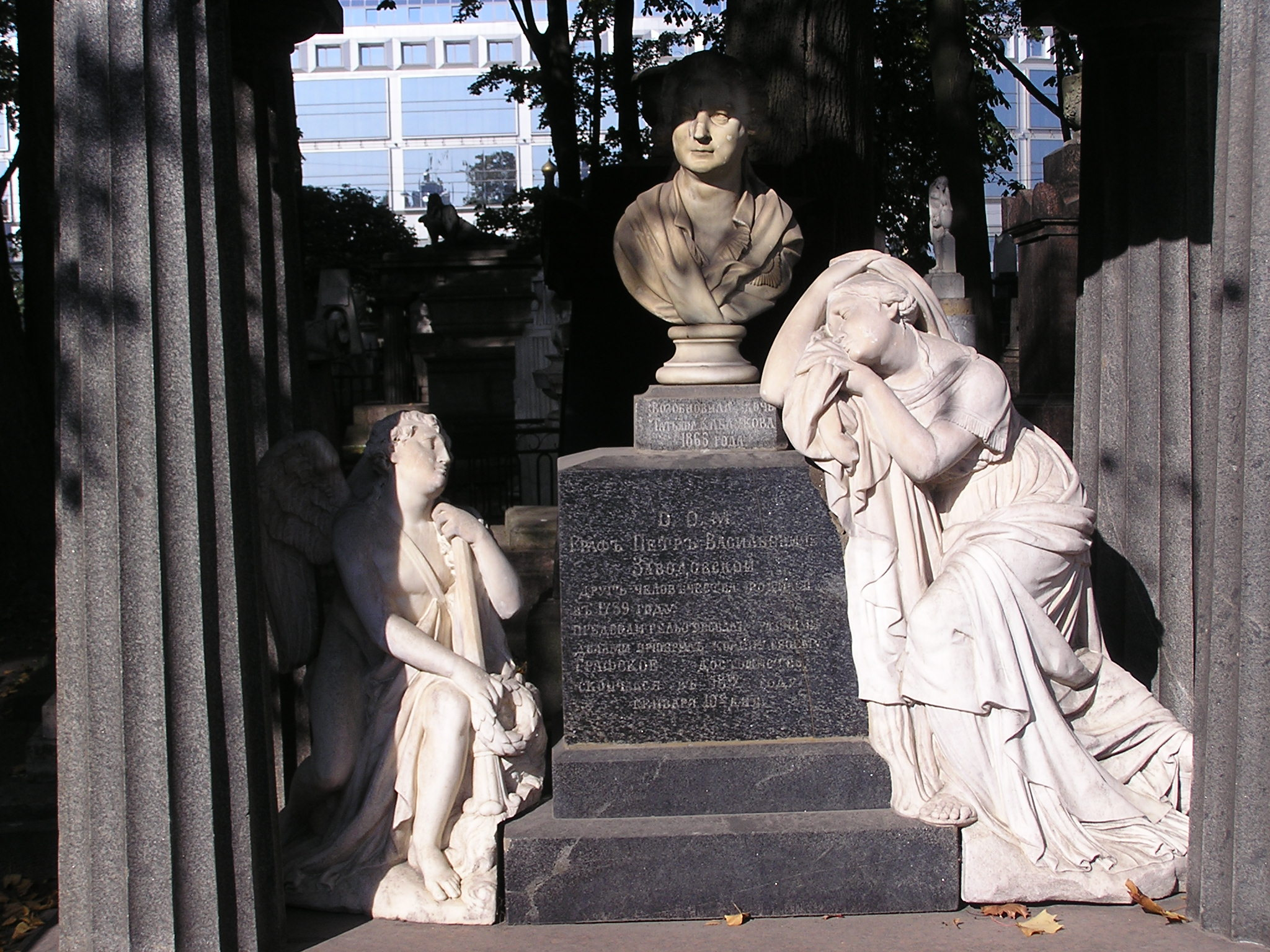
Tombe du comte Zavodovskoï.
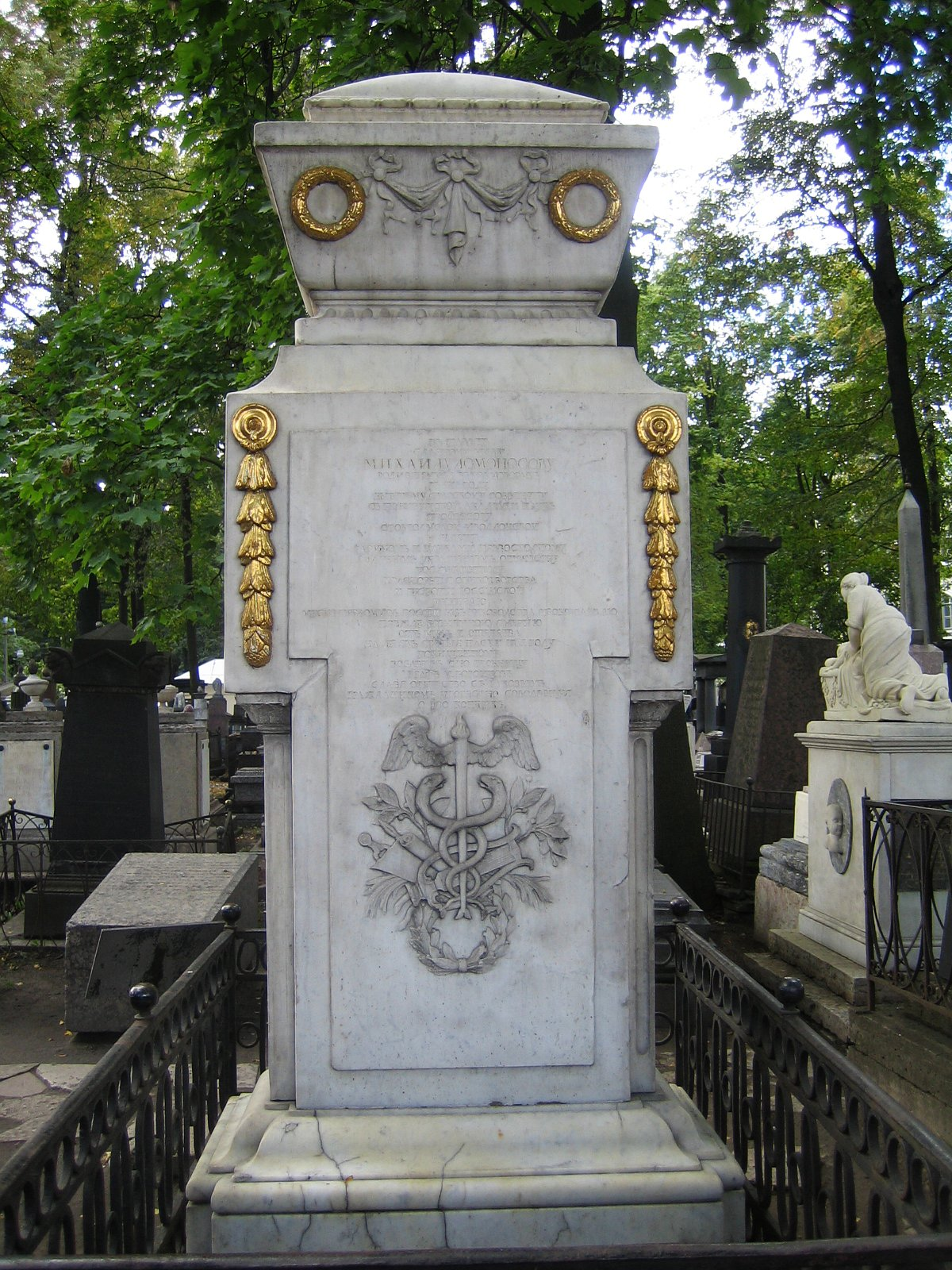
Sépulture de Lomonossov.
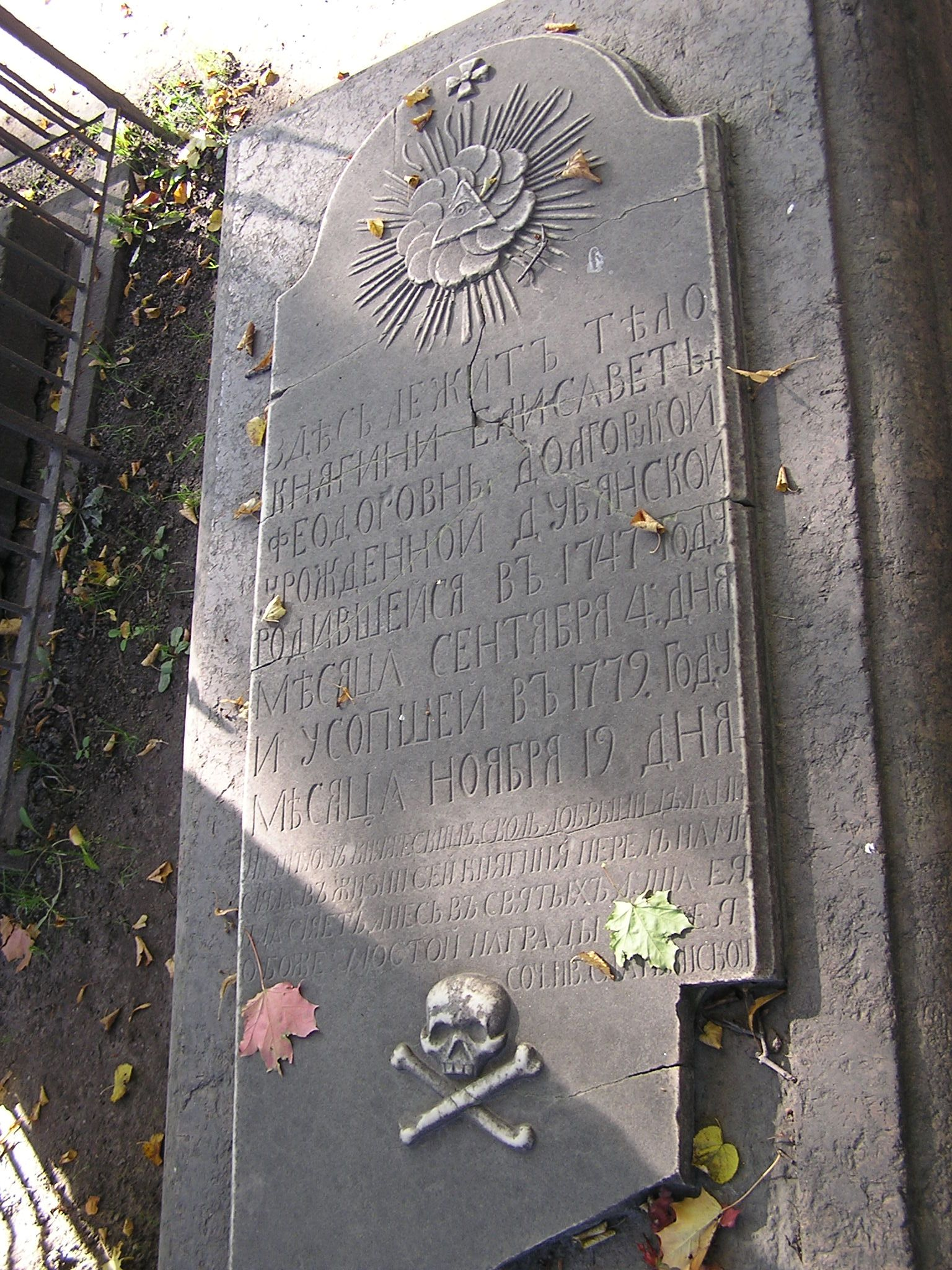
Sépulture de la princesse Élisabeth Dolgorouki, née Doubianski (1747-1772).
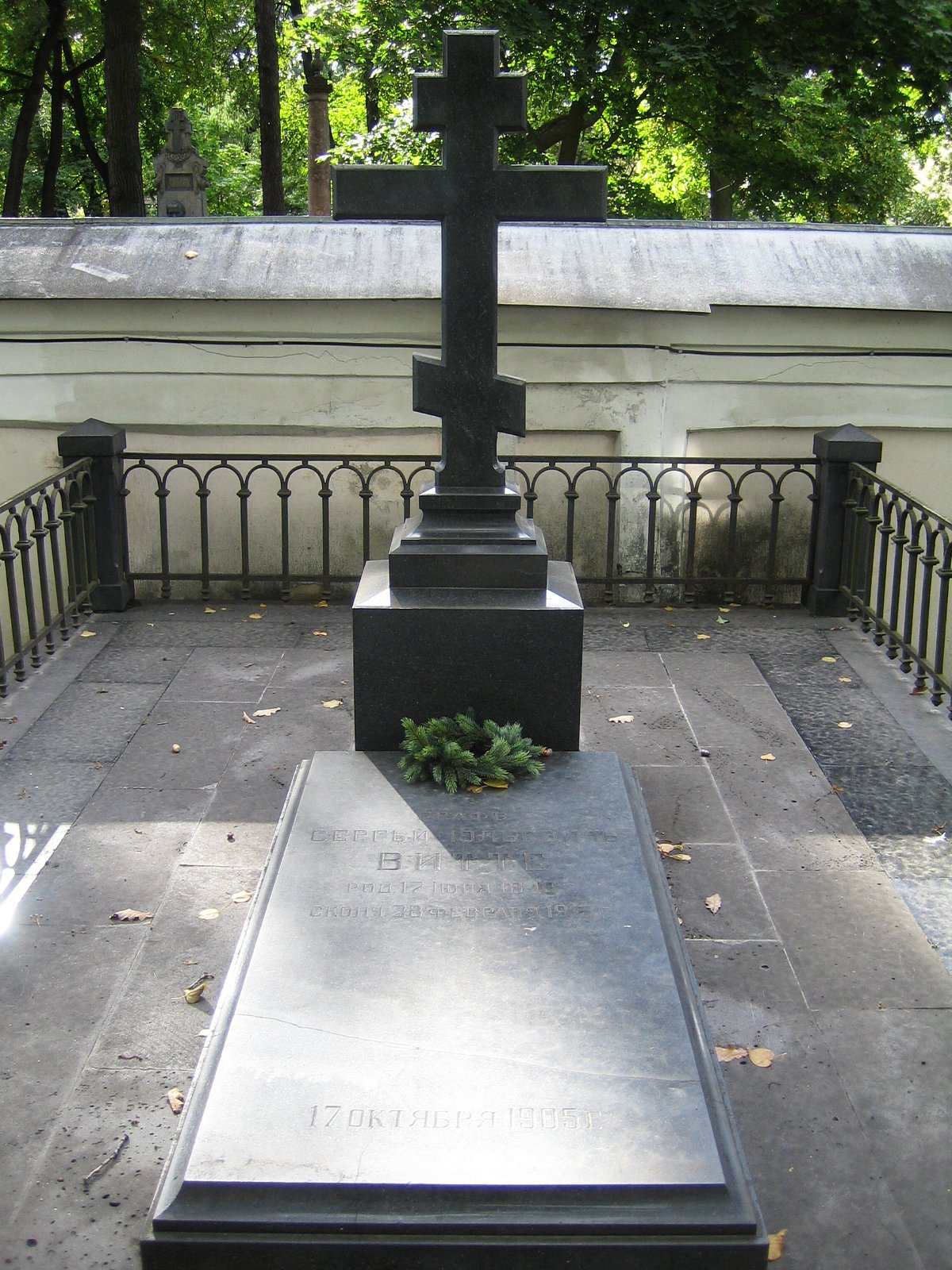
Tombe du comte Serge Witte (1849-1915).
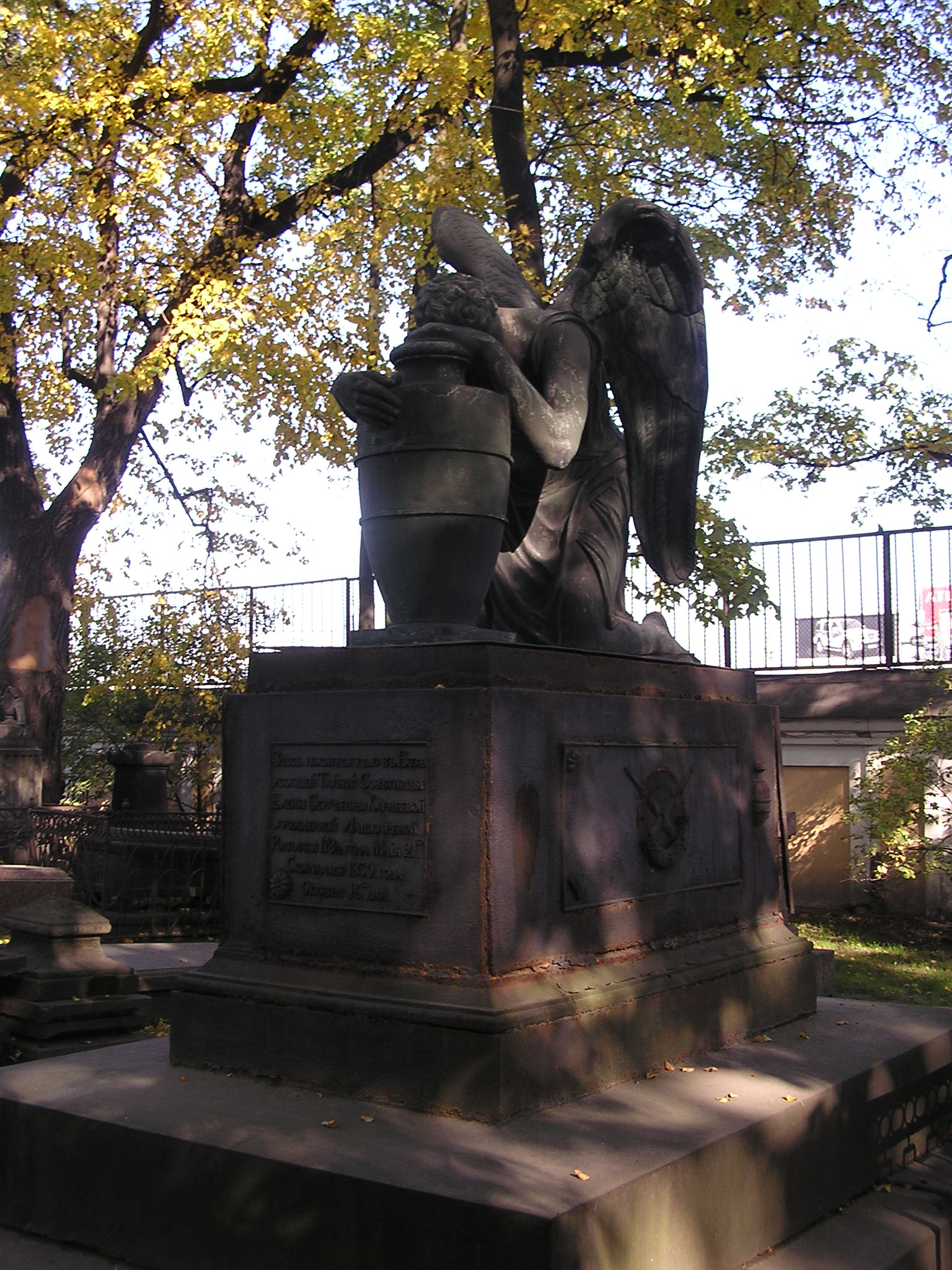
Tombe romantique d'Elena Karneïeva (1786-1830).
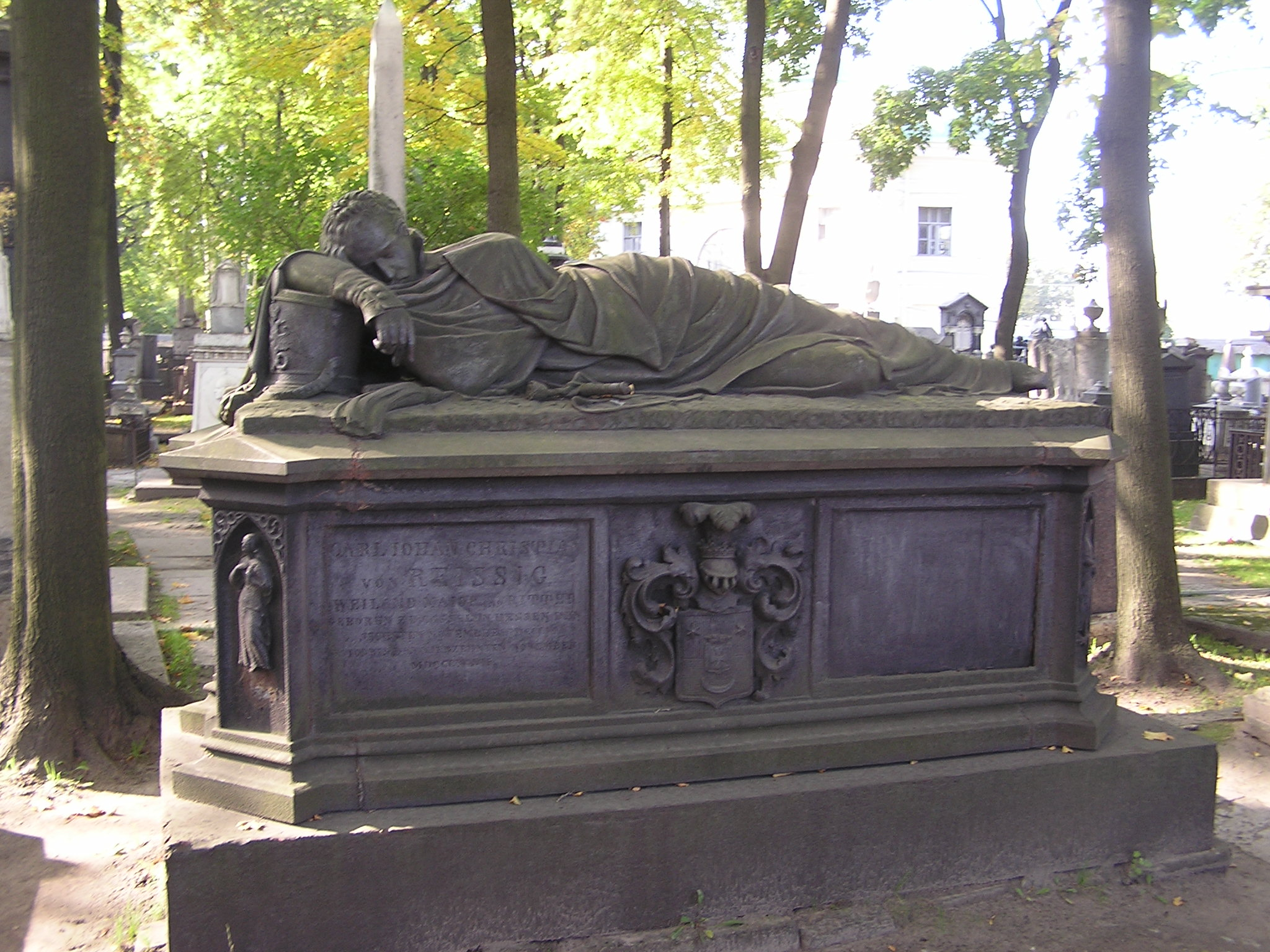
Sépulture avec gisant de Karl Johann von Reissig.
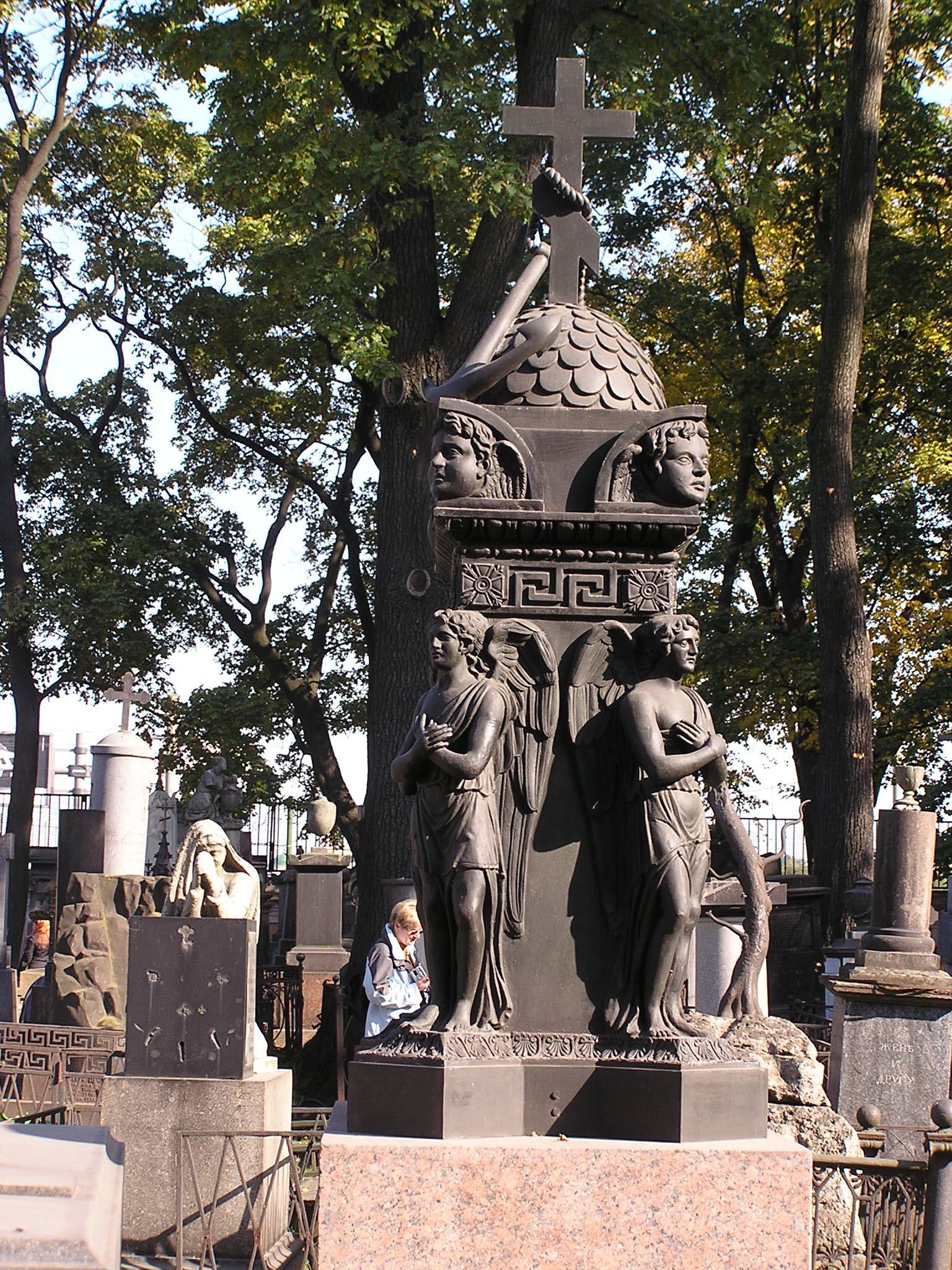
Tombe néo-classique.
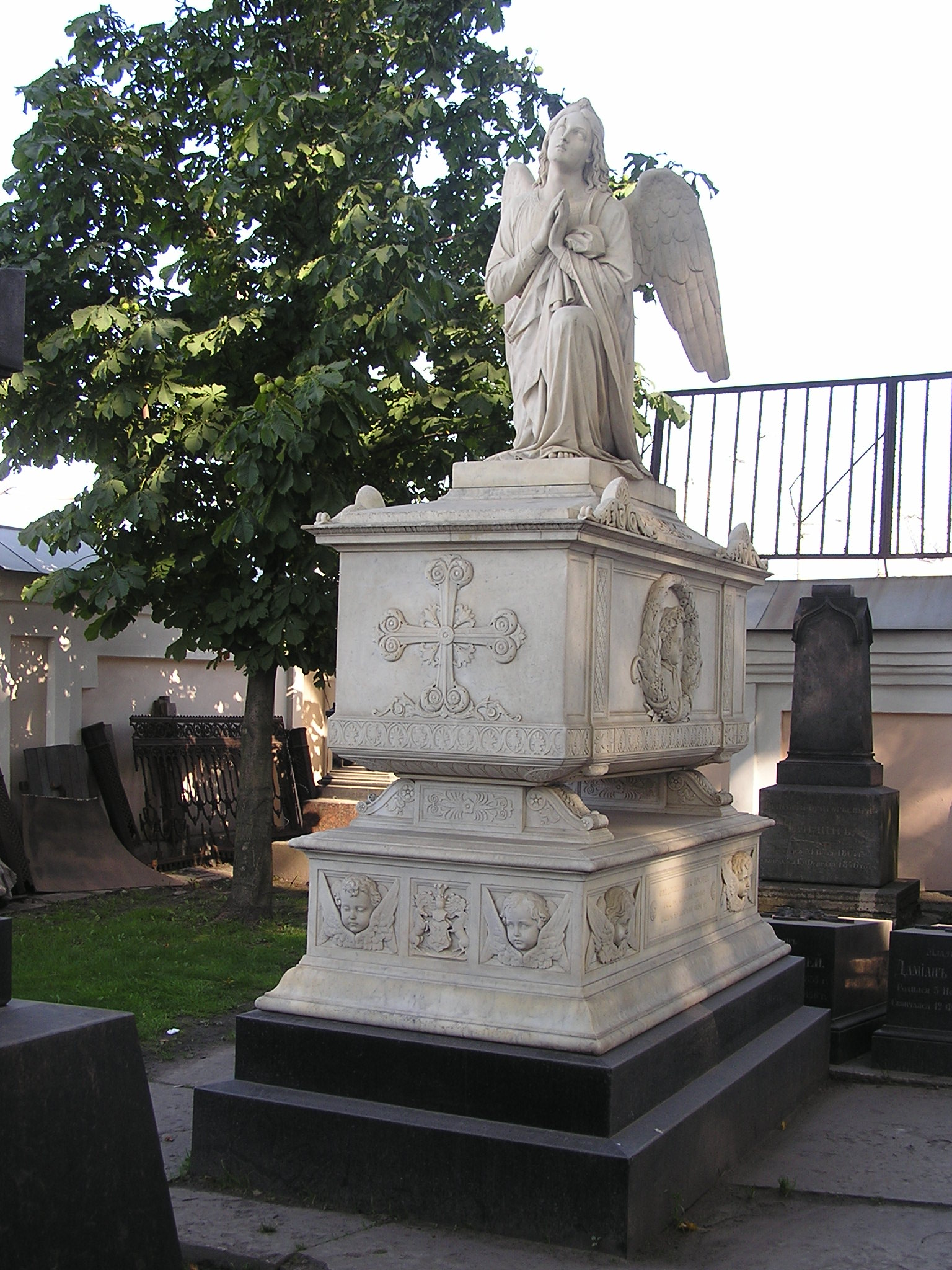
Tombe romantique.
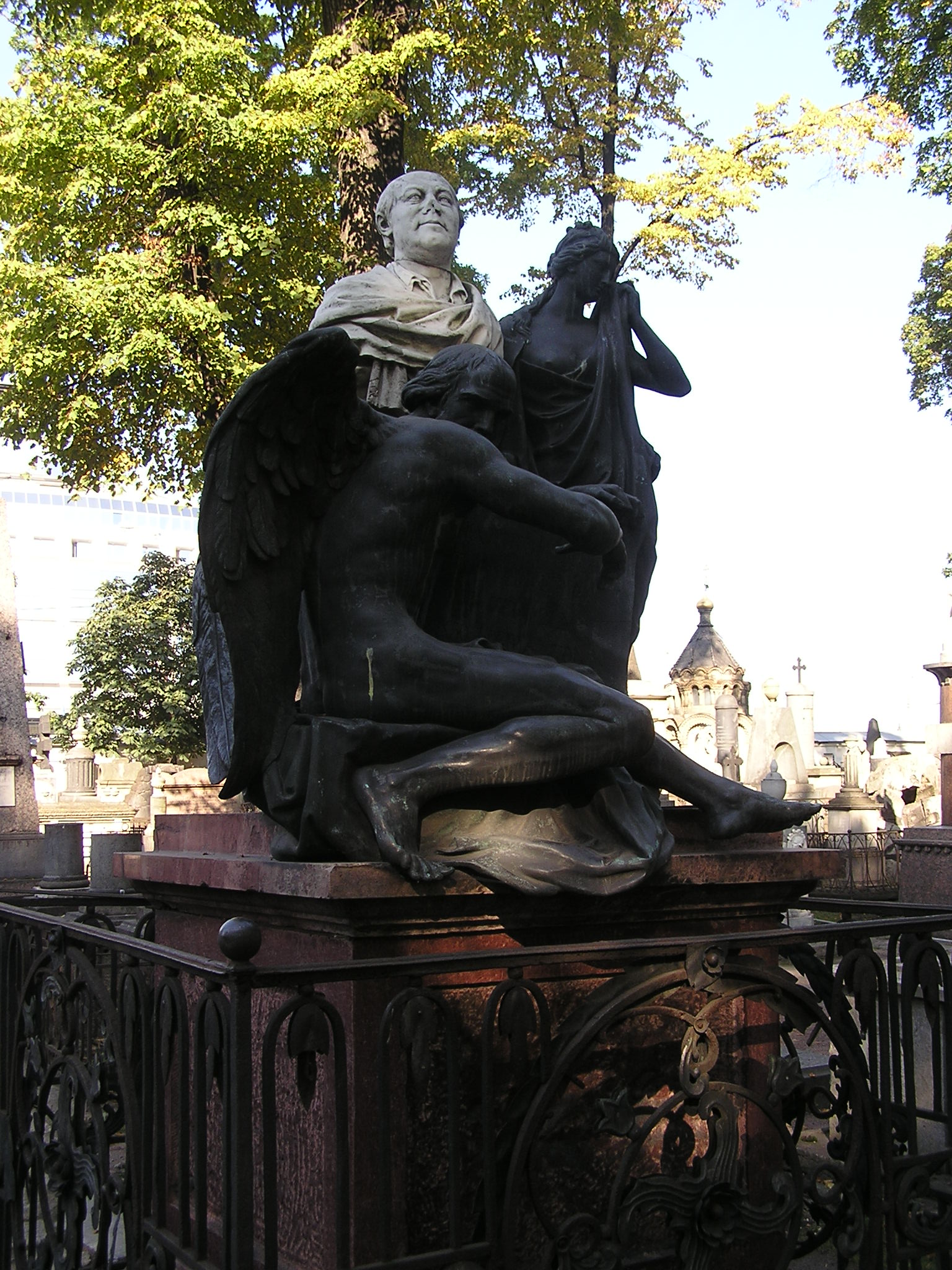
Tombe romantique avec l'ange de la mort.

## Sources
- (ru) Cet article est partiellement ou en totalité issu de l’article de Wikipédia en russe intitulé « Лазаревское кладбише (Санкт-Петербург) » (voir la liste des auteurs).